# Cesvaine (novads)
Cesvaine (łot.: Cesvaines novads) – jeden z łotewskich novadsów, funkcjonujący w latach 2009–2021.

## Historia
Novads powstało na terenach należących przed 2009 do rejonu Madona.
W skład novadsu wchodziło miasto Cesvaine oraz pagasts Cesvaine. Jego stolicą zostało miasto Cesvaine.
Zlikwidowany w ramach reformy administracyjnej 30 czerwca 2021. Wszedł w całości w skład nowego novadsu Madona.